# Ephedra alata
Ephedra alata is een struikvormige naaktzadige plantensoort tot maximaal 1 m hoog, met rechte, grijsgroene, rolronde, gegroefde takken. De onopvallende eenslachtige bloemen staan elk in hun eigen kegels bijeen in groepen van hetzelfde geslacht in de oksels van de takken. Bij deze soort zeedruif zijn de kegels niet vlezig. Hij komt voor in de noordrand van Afrika en het Midden-Oosten waar deze groeit op droge grond.

## Beschrijving
Ephedra alata is een rechtopstaande struik van maximaal 1 m hoog. De stam is rolrond en matig vertakkend aan de basis. De rechte, stevige, ruwe takken staan tegenover elkaar, zijn gegroefd en hebben een korrelig oppervlak. De bladeren staan met z'n tweeën tegenover elkaar en zijn voor meer dan de helft van hun lengte met elkaar vergroeid tot een koker, en elk 1,8–3,0 × 0,8–1,5 mm. De schutbladen onder de kegels zijn breed en houtig met vliezige randen. De vrouwelijke kegels staan met meer bijeen in de oksels op een rechte steel. De vrouwelijke kegels hebben meest 4 of 5, soms 6, niet vergroeide, tegenover elkaar staande paren cirkelvormige schutbladen met afgeronde toppen en een ondiep gerafelde rand. De buitenste schubben zijn gelijk van lengte met 4–5 × 2–3 mm. De binnenste schubben zijn 6–7,5 × 3,5–4 mm, en steken tot minder dan de helft van de volgende schub. De vrucht is droog, roomkleurig, kegelvormig, en staat op een rechte vruchtsteel. De zaden zitten soms individueel maar meestal met z'n tweeën in een kegel, zijn afgeplat eivormig, bruinachtig, 6.5–8 × 2.5–4 mm, en steken 1–2 mm voorbij de binnenste kegelschub. Aan de top van het vruchtbeginsel eindigt een rechte micropylaire buis van 2–3 mm lang. De mannelijke kegels staan in groepen in de oksels elk met 11–17 niet vergroeide paren, min of meer gelijke schutbladen, elk 2,5–3,2 × 1,2–1,5 mm, elliptisch–omgekeerd eirond, met een gave rand. De mannelijke kegels hebben 6–12 paar min of meer gelijke schubben, elk 1.5–3 × 1–2 mm, omgekeerd eirond, gaafrandig, met een ingerande tot ronde top, en een stomp tot afgeronde voet. De helmdraden zijn 2,5–5 mm onderaan tot een zuiltje vergroeid, maar bovenaan vrij en uitstaand, zodat de 3–6 helmknoppen min of meer een schermpje vormen. Deze soort is een windbestuiver, en de zaden verspreiden zich met de wind dankzij de ermee verbonden blijvende vleugelachtige schutbladen.

## Taxonomie
Deze soort zeedruif is voor het eerst wetenschappelijk beschreven door de Belgisch-Franse botanicus Joseph Decaisne in 1834 en hij noemde deze Ephedra alata. In 1889 meende de Oostenrijkse botanicus Otto Stapf dat ook andere vormen van Ephedra in dezelfde soort moeten worden geplaatst en hij maakte daarom voor de vorm van Decaisne de naam Ephedra alata var. decaisnei. Dit is echter een ongeldige naam omdat als deze vorm erkend zou worden de voorgeschreven naam Ephedra alata var. alata is.

### Verwantschap
Vergelijking van homoloog DNA heeft inzicht gegeven in de verwantschap tussen de verschillende soorten van het geslacht Ephedra. Ephedra foeminea is het minst verwant aan alle andere soorten. Deze andere soorten vallen uiteen in drie ongeveer even verwante groepen: ten eerste Ephedra alata, ten tweede een groep die bestaat uit Ephedra fragilis, Ephedra altissima, Ephedra major en Ephedra aphylla, en ten derde alle resterende soorten.

### Naamgeving
De geslachtsnaam Ephedra, is de naam die door Plinius werd gegeven aan een soort uit het geslacht paardestaart die zelf de wetenschappelijke naam Equisetum heeft gekregen. Het Oudgriekse woord ephedros is de samenstelling van ἐπί (epi) "op" en ἕδρα (edra) "stoel", betekent "zittend". De soortname is het Latijnse woord alata wat "gevleugeld" betekent.

## Ecologie
Ephedra alata is een dichte, droogteminnende struik die groeit op klei, kalkhoudend zand, grind of rotsige grond, op een hoogte van 50-1200 m boven zeeniveau. Ephedra alata subsp. alenda is de belangrijkste pionierplant van de bewegende en halfstabiele zandduinen in de woestijnen en steppen van Zuid-Tunesië en komt van nature voor in de Grand Erg Oriental, een van de meest extreme habitats voor planten. Als de planten geen water meer kunnen opnemen, sluiten de huidmondjes en neemt de concentratie van proline tot een factor 5 toe zodat water veel beter kan worden vastgehouden. Daarbij komt de opname van CO2 en daarmee ook de groei tot stilstand. Als vervolgens voldoende water beschikbaar komt, neemt de proline-concentratie weer af tot normaal, gaan de huidmondjes weer open en hervat de fotosynthese.

## Verspreiding
De ondersoort Ephedra alata alata komt voor in Mauritanië, Algerije, Mali, Libië, Tsjaad, de Sinaï-woestijn, Libanon, Israël, Syrië, Irak, en Saudi-Arabië. De ondersoort alenda komt alleen voor in Afrika, te weten in Marokko, Westelijke Sahara, Mauritanië, Algerije, Tunisië, Libië en Egypte. De ondersoort Ephedra alata monjauzeana komt alleen voor in Algerije.